# Opactwo Cystersów w Lądzie

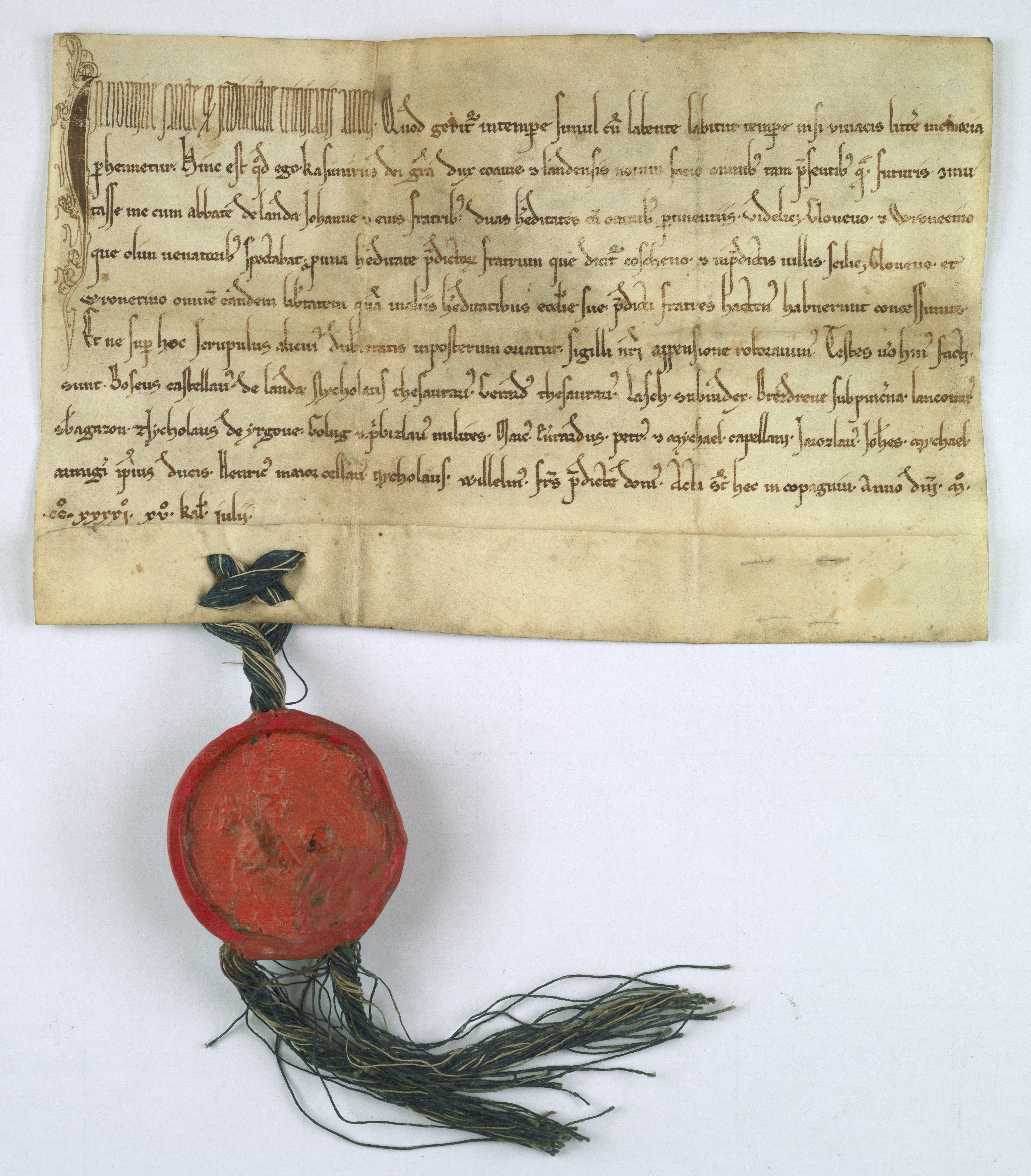
Książę Kazimierz I kujawski daje Janowi opatowi i klasztorowi cystersów w Lądzie wsie Głowiew i Wrąbczyn, kiedyś należące do łowców, biorąc w zamian wieś Koszanów, oraz przyznaje obu wsiom taki immunitet, jakiego udzielił innym wsiom klasztoru, dokument z 17 czerwca 1241 roku

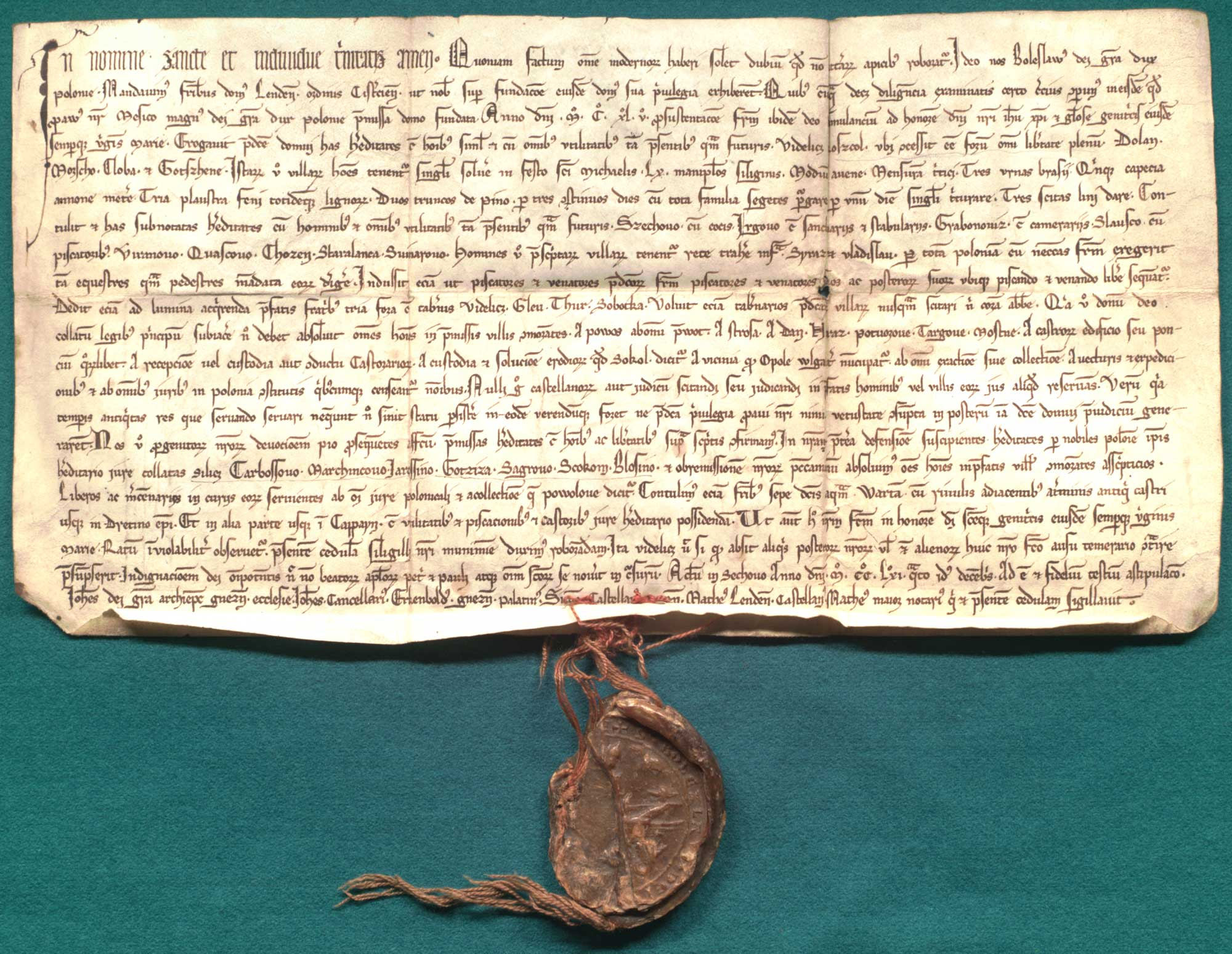
Bolesław V Wstydliwy, książę polski, potwierdza 10 grudnia 1261 roku nadanie Mieszka Starego z 1145 roku dla klasztoru cystersów w Lądzie

Opactwo Cystersów w Lądzie – zabytkowy zespół klasztorny w Lądzie, w województwie wielkopolskim, w powiecie słupeckim. Dawny klasztor cystersów, obecnie placówka salezjanów – Wyższe Seminarium Duchowne Towarzystwa Salezjańskiego. 1 lipca 2009 roku obiekt uznany za Pomnik historii. Znajduje się na Szlaku Cysterskim.

## Historia
Klasztor cystersów w Lądzie nad Wartą założony według tradycji w 1145, zapewne jako folwark klasztoru w Łeknie, samodzielny od około 1175. Po 1193 staraniem księcia Mieszka Starego zasiedlony przez mnichów z opactwa Altenberg koło Kolonii i aż do XVI w. zakonnicy rekrutowali się z Nadrenii. Około 1300 r. opactwo posiadało 30 wsi, w tym dobra kłodawskie na Pomorzu z ośrodkiem w Godziszewie. W XIV w. klasztor był odwiedzany przez władców polskich, utrzymywał bliskie kontakty z wielkorządcami duchownymi i świeckimi. Tu spędził ostatnie lata życia arcybiskup gnieźnieński Jarosław Bogoria Skotnicki.
W 1331 dobra klasztorne spustoszyli Krzyżacy; na procesie polsko-krzyżackim cystersi z Lądu świadczą na rzecz Polski. Podczas buntu Maćka Borkowica w 1352 przeciwko władzy centralnej króla Kazimierza Wielkiego Ląd staje się ośrodkiem skupiającym wielkopolskie rycerstwo sprzyjające polityce króla, ze starostą generalnym Wierzbiętą z Paniewic na czele.
W 1500 r. opactwo posiadało 52 wsie i 3 miasteczka, w tym Zagórów, ponadto były doń inkorporowane parafie w Zagórowie i Lądku. Klasztor zachował obowiązek udzielania stacji. 
W 1511 ustawa sejmowa umożliwiła wstęp do klasztoru Polakom, a od 1538 opatem mógł być tylko Polak szlacheckiego pochodzenia. Nie godząc się z wyborem na opata Polaka Jana Wysockiego cystersi niemieccy opuścili opactwo udając się do Henrykowa na Śląsku, co przyczyniło się tam do odrodzenia życia zakonnego nadwątlonego wpływami reformacji. Od tego czasu dobrami lądzkimi zarządzali opaci polskiego pochodzenia wybierani przez konwent. W 1651 roku opat Jan Zapolski inicjuje barokową przebudowę lądzkiego kościoła. W latach 1697–1750 opatem był Mikołaj Antoni Łukomski, mecenas nauki i sztuki, filozof, jego 50-letnie rządy to szczytowy okres rozwoju klasztoru i opactwa. W 1745 r. Ląd, uważany powszechnie za najstarsze opactwo cysterskie w Rzeczypospolitej, świętował uroczyście 600-lecie swojej fundacji i istnienia. 
27 kwietnia 1769 roku na odpoczywający w klasztorze oddział konfederatów barskich, dowodzonych przez Antoniego Morawskiego, napadły niespodziewanie wojska rosyjskie. W czasie ucieczki ranny został dowódca konfederatów, który zdołał jednak ujść przed pogonią. 
Schyłek XVIII w. przyniósł zmierzch świetności opactwa. Wiele dóbr sprzedano, a pod zaborem pruskim w 1796 rząd skonfiskował większość posiadłości w zamian za wypłatę rocznego uposażenia w gotówce. Kasata nastąpiła pod zaborem rosyjskim w 1819. Ostatni mnisi pozostali tu do 1848.
W 1822 dobra pocysterskie nabył hrabia Wacław Gutakowski, którego staraniem zabudowania otrzymali w 1850 kapucyni z Warszawy przeprowadzając gruntowną restaurację zabudowań i wyposażenia kościoła i klasztoru. Klasztor kapucynów zamknięty przez władze carskie w 1864 w wyniku represji po powstaniu styczniowym, w którym czynnie uczestniczył m.in. o. Maksymilian Tarejwo. W 1890 przy kościele erygowano parafię, wcześniej popadający w ruinę klasztor w 1888 przeszedł w ręce hr. Konstantego Przeździeckiego.
Od 1921 kościół i klasztor są własnością salezjanów i siedzibą niższego seminarium duchownego Towarzystwa Salezjańskiego. Salezjanie dokonali restauracji zniszczonych zabudowań klasztoru adaptując je na cele dydaktyczne. W latach okupacji niemieckiej Salezjanie zostali zmuszeni do opuszczenia klasztoru a kościół zamknięto. W latach 1939–1941 mieścił się tu niemiecki obóz przejściowy dla księży, głównie z diecezji włocławskiej. Wśród 152 więźniów lądzkiego obozu byli: ks. biskup Michał Kozal oraz wspólnota salezjanów z Lądu, z ks. dyrektorem Franciszkiem Miśką na czele. Większość więzionych księży i kleryków wywieziono z Lądu do niemieckiego obozu zagłady w Dachau, gdzie wielu z nich poniosło śmierć. Z tego grona, oprócz ks. bpa Michała Kozala, Jan Paweł II beatyfikował: ks. Henryka Kaczorowskiego, ks. Franciszka Drzewieckiego, ks. Józefa Straszewskiego, ks. Michała Oziębłowskiego i ks. Michała Woźniaka oraz alumnów seminarium włocławskiego: kl. Tadeusza Dulnego i kl. Bronisława Kostkowskiego. Obecnie trwa proces beatyfikacyjny sługi bożego ks. Franciszka Miśki. Po likwidacji obozu w klasztorze znalazł się ośrodek Hitlerjugend.
Po wojnie powrócili Salezjanie kontynuując działalność niższego seminarium duchownego. Po zamknięciu przez władze komunistyczne niższego seminarium w 1952, Ląd stał się siedzibą Wyższego Seminarium Duchownego Towarzystwa Salezjańskiego.
W 1972 rozpoczęto szeroko zakrojone prace remontowo-renowacyjne obiektu. Kościół i klasztor otoczone są opieką konserwatorską, powstały też nowe budynki. W 2009 zespół dawnego opactwa cystersów został uznany przez Prezydenta RP za Pomnik historii.

## Zabytki
Opactwo cystersów w Lądzie jest wpisane do rejestru zabytków jako – zespół klasztorny cystersów, obecnie salezjanów pod numerem rej.: 540/Wlkp/A z 27.05.1968 i z 30.11.2007. W skład zespołu zabytków wchodzą:
- kościół pw. NMP i św. Mikołaja, XII/XIII, 1651–1689, 1728–1735
- klasztor, poł. XIV, XVII/XVIII, XX
- ogród klasztorny z podwórzem gosp., XIX-XX
- cmentarz zakonny, obecnie park, 2 poł. XIX
- ogrodzenie ogrodu i cmentarza, mur z bramą 2 poł. XIX

### Kościół

#### Architektura
Z najstarszego kościoła romańskiego nie zachowały się do dzisiaj żadne fragmenty, jednak przypuszcza się, że wschodnia część kościoła romańskiego mogła składać się z prostokątnego prezbiterium i transeptu, do których w XIII w. dobudowano ceglany bazylikowy bezwieżowy korpus, mniej więcej o rozmiarach dzisiejszej świątyni.
W 1651 rozpoczęto burzenie wschodniej części kościoła i budowę nowego, barokowego. Pracami prowadzonymi do około 1696 początkowo kierował Tomasz Poncino, po nim Jerzy Catenazzi, Jan Koński i ostatecznie Józef Bellotti twórca ostatecznego projektu wschodniej partii kościoła. Roboty wykończeniowe trwały jeszcze w 1714 r. Wschodnia elewacja prezbiterium, najlepiej widoczna z głównej drogi, otrzymała wówczas 2 wieże, zwieńczone w 1720 roku ażurowymi hełmami. W latach 1728–1737 Pompeo Ferrari zamknął partię wschodnią świątyni centralną kompozycją nawy głównej. W przeciwieństwie do surowych i konwencjonalnych form wcześniejszych, korpus założony na planie lekko wydłużonego prostokąta z wpisanym ośmiobokiem i trzema przenikającymi się elipsami otrzymał dynamiczną formę, pełną płynnych linii i z wielką 38-metrową kopułą nad częścią centralną. O ile we wcześniejszej części ważną rolę pełnią dekoracje sztukatorskie – dzieło włoskich stiukatorów z warszawskiej grupy J. Sz. Bellottiego, w nowej – dekoracja malarska. Kościół został konsekrowany 1743 pw. NMP i św. Mikołaja. Po 1791 r. kopuła i dachy kościelne zostały pokryte blachą miedzianą.

#### Wnętrze
Ołtarz główny kościoła pochodzi z 1721 r. i jest dziełem warsztatu Ernesta Brogera z Głogowa (przemalowany w 1852). Zastąpił on iluzjonistyczny fresk nastawy ołtarza autorstwa Adama Swacha z 1712 r. Dziełem Swacha jest też szereg obrazów i malowideł w kościele (polichromia sklepienia pd. ramienia transeptu, 1711 r. – cykl św. Bernarda z Clairvaux, oraz małej kopuły, 1711 i 1730 r. – Chwała świętych w niebie) i klasztorze (cykl 20 płócien z historią cystersów, freski „Sali Opackiej”, 1722 r.). Polichromię sklepienia północnego ramienia transeptu wykonał na pocz. XVIII w. Łukasz Raedtke – cysters z Przemętu (św. Urszula jako patronka dobrej śmierci oraz Matka Boża jako opiekunka zakonników i ludzi świeckich). Bogato rzeźbione stalle zakonne wyrzeźbił brat Adrian około 1680 r.
W 1721 r. powstał ołtarz św. Urszuli w lewym transepcie (warsztat E. Brogera z Głogowa), zawierający sprowadzone jeszcze w XIII w. z Altenbergu relikwie świętej i jej towarzyszek, tzw. 11 Tysięcy Dziewic (Undecim Milium Virginum). Obok znajduje się stiukowy nagrobek opata Łukomskiego (zm. 1750 r.), z postacią zmarłego pod skrzydłem Bożej Opatrzności i skrzydlatym Chronosem – symbolem vanitas. OK. 1730 r. powstały dwa ołtarze akantowe w transepcie, dzieło śląskich snycerzy. Dynamiczny, marmoryzowany ołtarz św. Krzyża jest zapewne dziełem Ferrariego z około 1730 roku.
Ambonę wykonali snycerze z Rawicza i Rydzyny w 1735 r., a rozbudowana została w 1799 r. Naprzeciwko niej umieszczono pomnik ku czci konsekratora świątyni, prymasa Krzysztofa Antoniego Szembeka. Za amboną znajduje się tablica upamiętniająca 58 polskich salezjanów, którzy ponieśli śmierć podczas II wojny światowej. Dwie szesnastowieczne figuralne płyty nagrobne w kościele upamiętniają opata Borzewskiego i jego matkę.
Efektowne malowidła w kopule przedstawiające, według konceptu opata Łukomskiego, Alegorię Tryumfu Bożej Mądrości w Kościele (Domus Sapientiae) są dziełem śląskiego freskanta Jerzego Wilhelma Neunhertza z 1733 r. Dwa dalsze ołtarze w nawie są również przypisywane Ferrariemu, obraz św. Bernarda został sprowadzony w 1734 z Rzymu. Efektowne, 22-głosowe organy są dziełem cystersa Józefa Koeglera z 1734 r. Konfesjonały o dynamicznych kształtach z około 1740 roku, zaprojektowane zostały przez Ferrariego i są dziełem śląskiego warsztatu pracującego wcześniej dla cystersów z Henrykowa.

### Klasztor
W średniowieczu wzniesiono w stylu gotyckim ceglany klasztor, który powstał w miejscu zapewne drewnianych wcześniejszych zabudowań. Około 1350 r. klasztor rozbudowano a jego wnętrza gruntownie przebudowano, m.in. wznosząc do dziś zachowane sklepione krużganki wokół wirydarza, kapitularz ze sklepieniem wspartym na jednym filarze oraz oratorium św. Jakuba. Oratorium to jest zdobione polichromią, która jest jednym z najcenniejszych zabytków gotyckiego malarstwa w Polsce. Polichromia ta powstała ok. 1370 roku i zawiera bogaty program rycersko-dworski, eschatologiczny i heraldyczny, dokumentujący wielkopolskie rycerstwo skupione wokół prokrólewskiego stronnictwa Wierzbięty z Paniewic.
Około 1720 r. przekształceniu w stylu barokowym uległy elewacje klasztoru i wnętrza, szczególnie na I piętrze, gdzie powstała reprezentacyjna sala nowego kapitularza, tzw. „Sala Opacka” z malowidłami Adama Swacha. Najstarszym dziełem sztuki związanym z Lądem jest romańska srebrna i rytowana patena fundacji Mieszka Starego, powstała po 1193 r., obecnie w kolegiacie kaliskiej. Innym zabytkiem gotyckim była rzeźbiona Pietà z początku XV w., zaginiona podczas ostatniej wojny. Z 1531 r. pochodzi płyta Jana Batorzyńskiego w krużganku.

### Pałac opacki
W poł. XVI w. na wschód od klasztoru wzniesiono osobny piętrowy pałac opacki, który w latach 30. XVIII w. zastąpiono nowym, wzniesionym przy klasztorze przez Pompeo Ferrariego. Pałac został rozebrany na przełomie XIX/XX w.

## Galeria

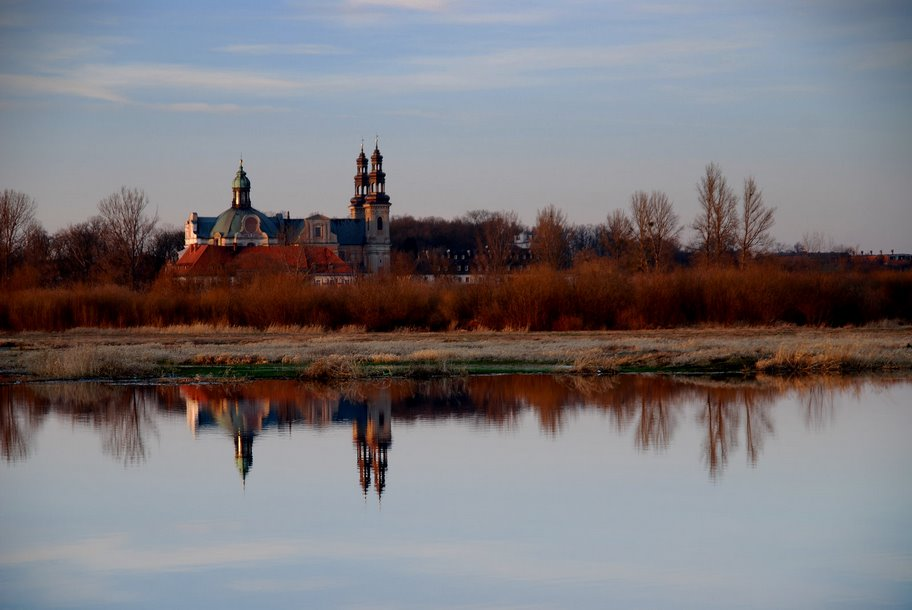
Widok od strony Warty
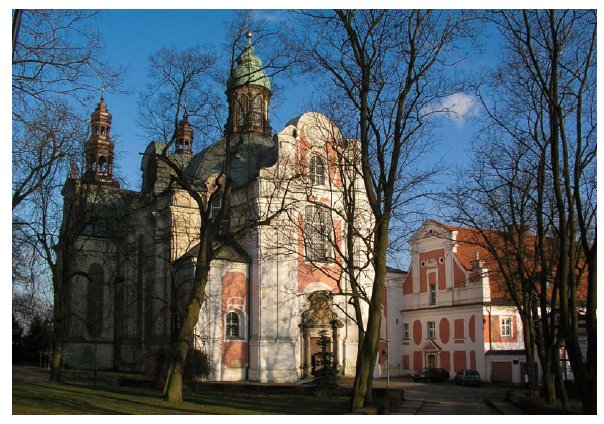
Widok od zachodu
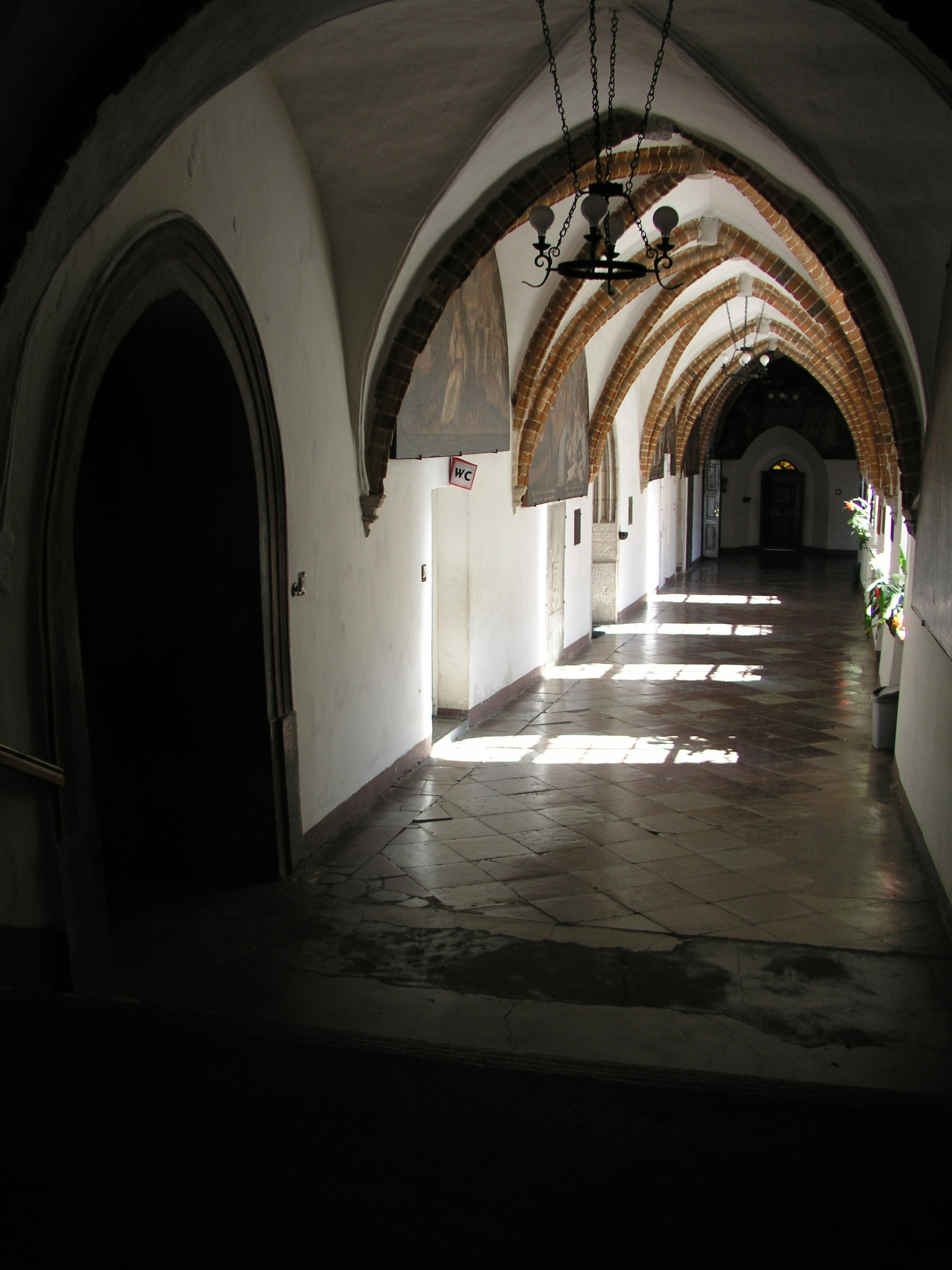
Krużganek wschodni
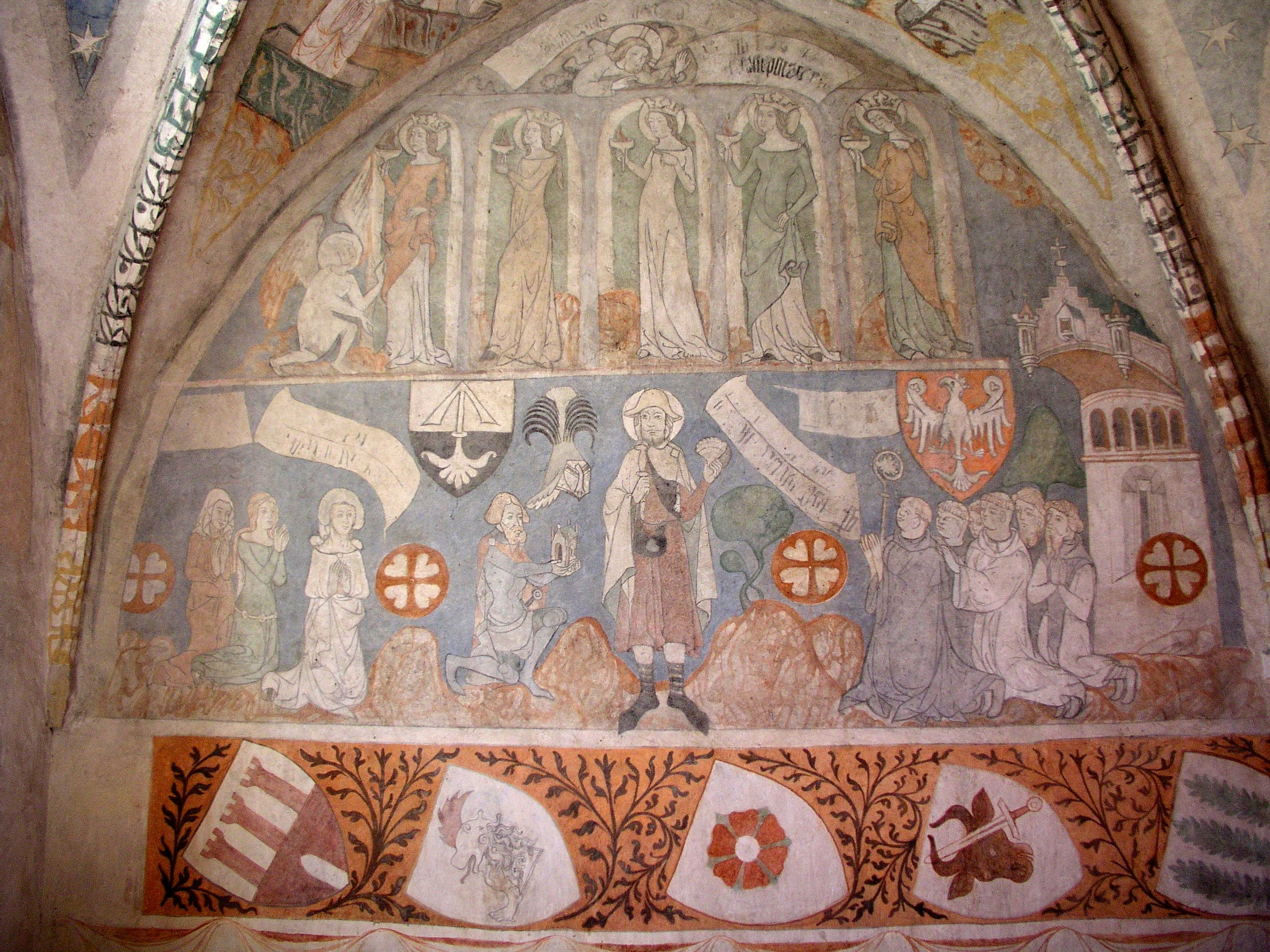
Freski w oratorium Jakuba Apostoła, scena fundacyjna
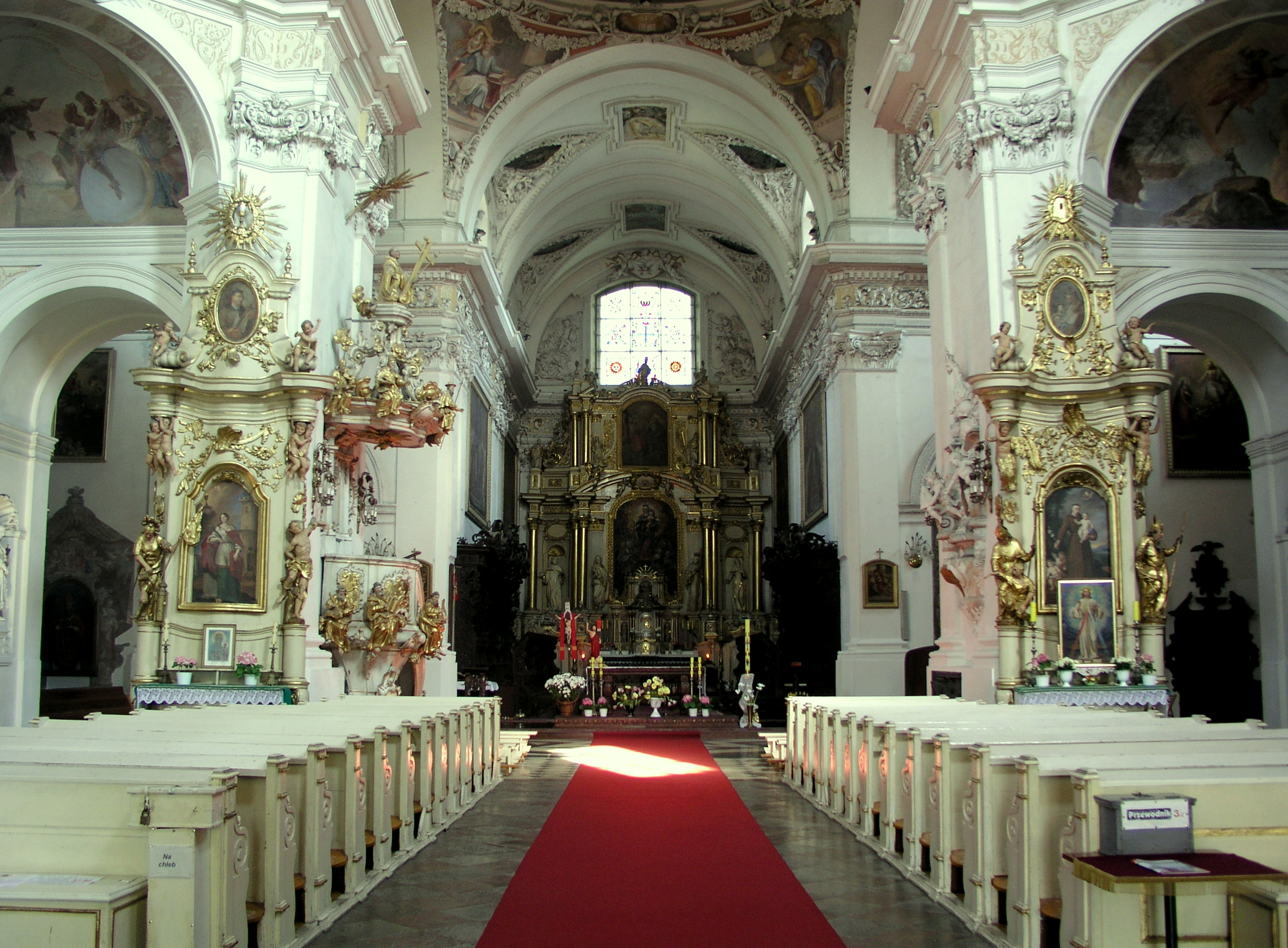
Pocysterski kościół pw. NMP i św. Mikołaja, wnętrze
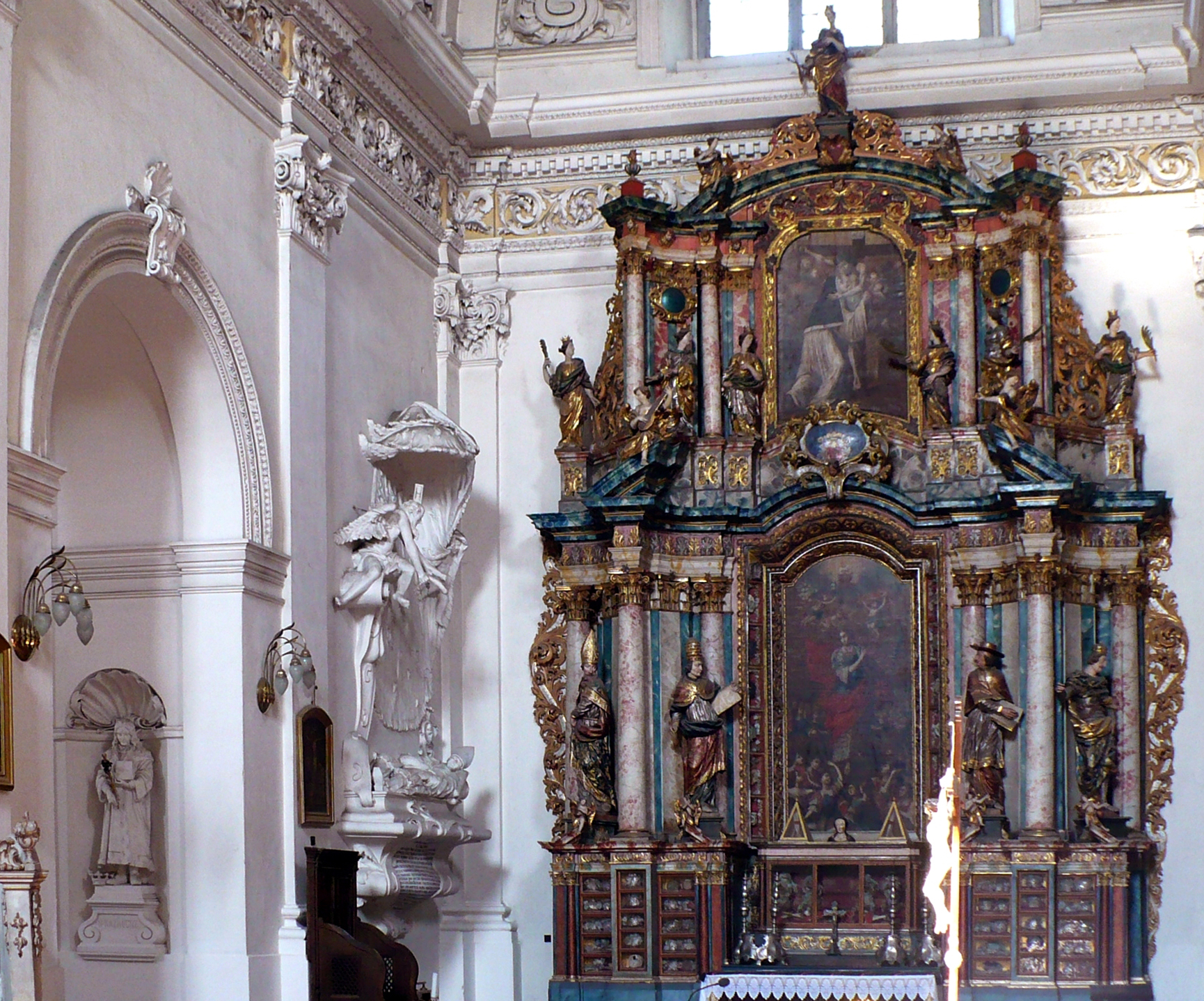
Ołtarz-relikwiarz św. Urszuli i nagrobek opata Mikołaja Antoniego Łukomskiego
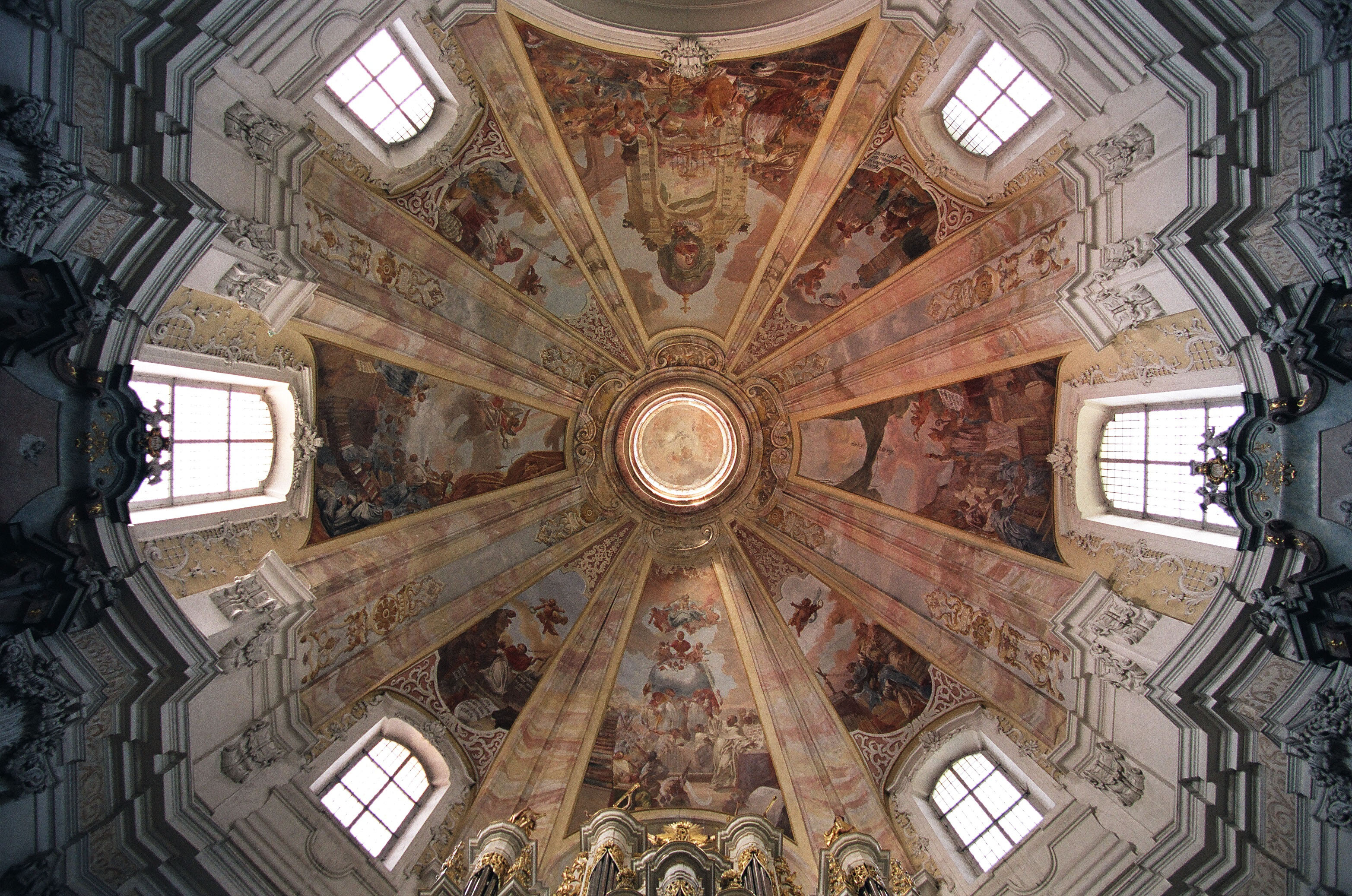
Kopuła P. Ferrariego z freskami J. W. Neunhertza
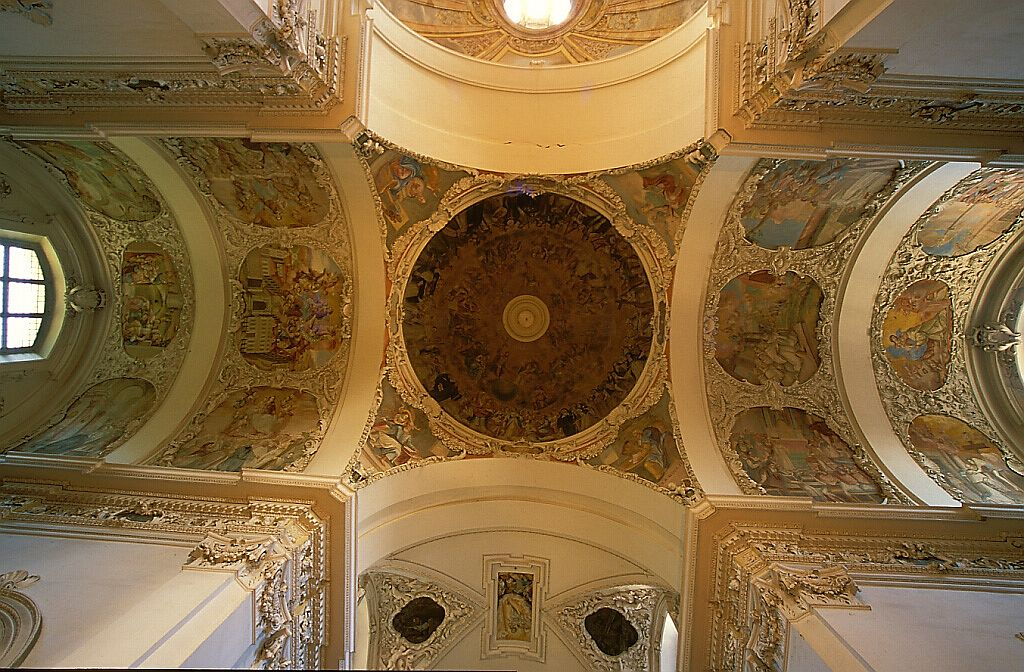
Stiuki i polichromie sklepienia prezbiterium i transeptu
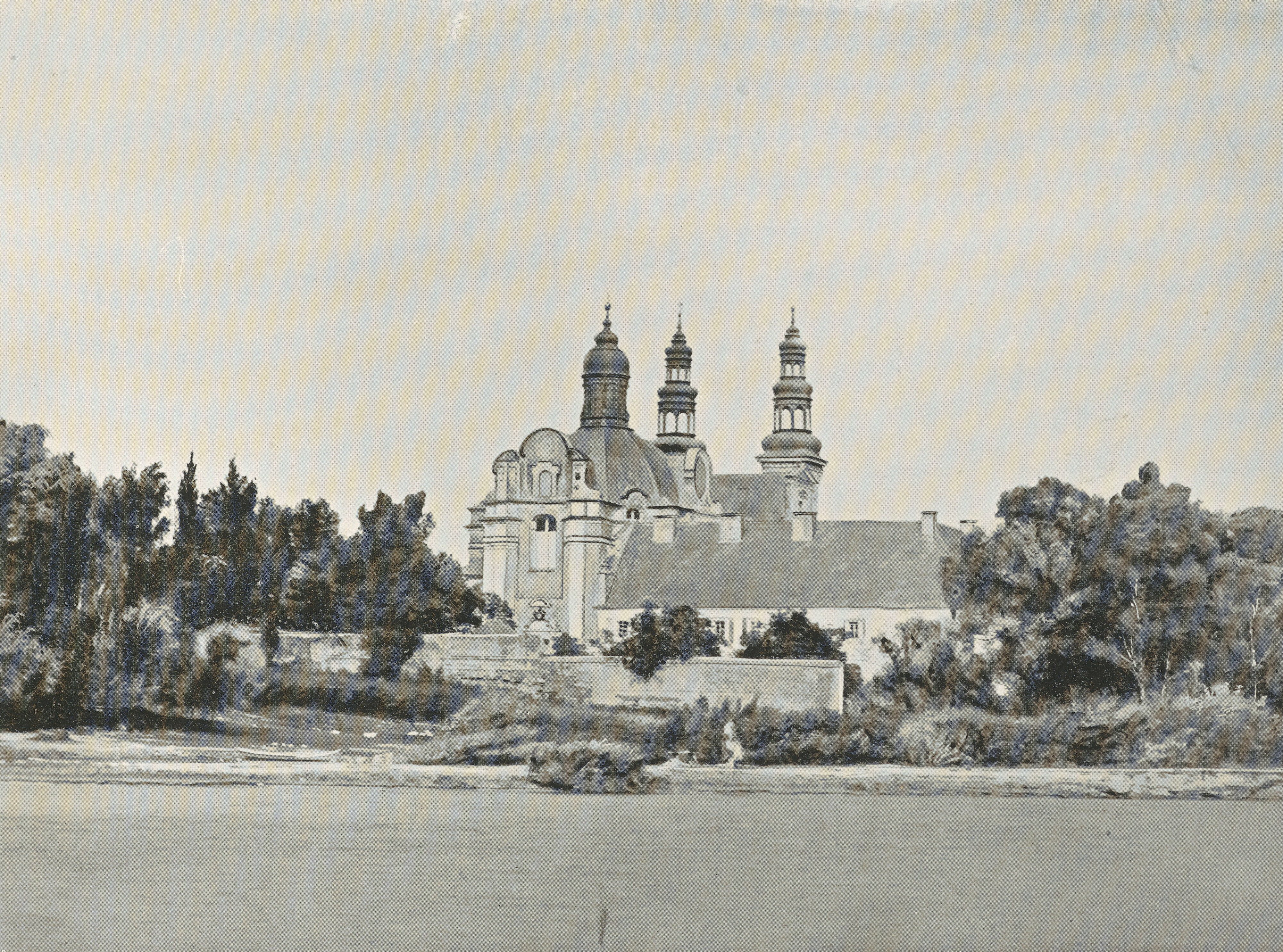
Widok przed 1899